# Thaumastocyon
Thaumastocyon és un gènere de carnívor extint de la família dels amficiònids que visqué durant el Miocè. Se n'han trobat restes fòssils a França i Espanya.